# Robert Adam
Robert Adam, škotski arhitekt, * 3. julij 1728, Kirkcaldy, Škotska † 3. marec 1792, London.
Rodil se je v družini vodilnega škotskega arhitekta Williama Adama (1689—1748). Po očetovi smrti je skupaj s starejšim bratom Johnom Adamom (1721—1792) prevzel očetovo podjetje. Leta 1758 je v Londonu skupaj z mlajšim bratom Jamesom Adamom (1732—1794) ustanovil novo podjetje, ki je izdelalo načrte za mnoge zgradbe in notranjo opremo. Skupaj z bratom Jamesom je bil začetnik neoklasicizma v angleški arhitekturi. Med njegovimi deli je najbolj znana skupina 24 hiš imenovana Adelphi-Terrace zgrajenih ob Temzi v Londonu. Leta 1757 je s francoskim arhitektom Charlesom-Louisom Clérisseauom (1721—1820) napravil načrte Dioklecijanove palače v Splitu ter o palači objavil obsežno študijo Ruševine palače cesarja Dioklecijana v Splitu (Ruins of the Palace of the Emperor Diocletian at Spalato; London, 1764). Kopije teh načrtov hrani muzej v Splitu. Pridobljena znanja je povezal s prvinami angleškega izročila v nov slog s katerim je vplival na angleški in francoski neoklasicizem, ki v bistvu obsega načrte za celotno zgradbo od fasade, notranje opreme pa tudi do raznega pribora, kot na primer železni pribor za kamin. Skupaj z bratom Jamesom je izoblikoval tudi poseben pohištveni slog imenovan Adam style.